# Godofredo de Monmouth
Godofredo de Monmouth ou Geoffrey de Monmouth (talvez Monmouth, c. 1100 — c. 1155) foi um clérigo galês, um dos mais significantes autores no desenvolvimento das lendas arturianas. Foi Geoffrey que, na sua obra latina Historia Regum Britanniae (completada em 1138) situou Arthur na linha dos reis britânicos.

## Outras Obras
- Prophetiae Merlini (Texto latino: edição de 1603)
- Vita Merlini (Texto latino)